# Lexicon silvestre
Lexicon silvestre (дословно лат. Лесной лексикон) — многоязычный словарь лесной терминологии, построенный на основе чётких определений.

## История
Инициатором и основателем словаря была международная группа эсперантистов, которая проводила свою работу над терминологией с 1981 года. Руководителями группы были Симон Карл-Герман, Ульрих Ингвард и Борис Димитров Маринов. Сегодня ответственным за обработку и выпуск лексикона является сообщество, находящееся в Эберсвальде в Германии. Данное сообщество зарегистрировано под официальным названием «Сообщество Поддержки Lexicon silvestre».
Сегодня немецкий словарь включает более 9000 терминов с переводом на двадцать языков.